# Alois Zimmermann
Alois Zimmermann (* 7. Februar 1871 in Schongau; † 29. August 1929 in München) war ein deutscher Entomologe. Er widmete sich besonders der Erforschung der Schwimmkäfer (Dytiscidae).

## Leben
Alois Zimmermann wurde als Sohn eines Beamten geboren. Ein begonnenes Studium konnte er, bedingt durch den Tod des Vaters, nicht abschließen. Er war dann als Kaufmann tätig und gründete 1906 ein Großhandelsunternehmen. Aus seiner 1897 geschlossenen Ehe gingen drei Töchter hervor.

## Wirken
Alois Zimmermann betrieb, wie viele Entomologen des 19. und 20. Jahrhunderts, die Naturforschung ohne akademische Ausbildung. Er war Mitglied der 1904 gegründeten Münchner Entomologischen Gesellschaft und befasste sich zunächst mit der Erforschung der Käferfauna in der Umgebung von München. Später führten ihn Reisen in verschiedene Regionen der Alpen wie Tirol, Krain, die Lombardei und die Schweiz, nach Ungarn, Kroatien, ins adriatische Küstenland und nach Korsika. Neben den Käfern war er auch an der Botanik interessiert und erwarb sich entsprechende Kenntnisse, die auch in seine Berichte einflossen.
Ab 1908 veröffentlichte Zimmermann zahlreiche biologische Beiträge, insbesondere über Schwimmkäfer, Wassertreter und Taumelkäfer (Familien Dytiscidae, Haliplidae und Gyrinidae). Hervorzuheben ist seine Mitarbeit am Coleopterorum Catalogus von Sigmund Schenkling, der bis heute als ein Standardwerk der Coleopterologie gilt. Mit der Veröffentlichung des von ihm bearbeiteten 71. Teils (Dytiscidae, Haliplidae, Hygrobiidae, Amphizoidae) wurde Zimmermann 1920 einem weiten Teil der Fachwelt bekannt. An seinem Hauptwerk, der Monographie der paläarktischen Dytiscidae, arbeitete Zimmermann bis wenige Wochen vor seinem Tod. Das fast fertiggestellte Werk wurde bis 1938 in neun Bänden posthum veröffentlicht.

## Erstbeschreibungen (Auswahl)
- Agaporomorphus Zimmermann, 1921
- Agaporomorphus knischi Zimmermann, 1921
- Canthyporus Zimmermann, 1919
- Clypeodytes bifasciatus (Zimmermann, 1922)
- Hydrodytes opalinus (Zimmermann, 1921)
- Laccophilus ceylonicus Zimmermann, 1919
- Laccophilus epipleuricus Zimmermann, 1921
- Laccophilus grammopterus Zimmermann, 1925
- Laccophilus inornatus Zimmermann, 1926
- Laccophilus octolineatus Zimmermann, 1921
- Laccophilus ruficollis Zimmermann, 1919
- Laccophilus vagelineatus Zimmermann, 1922
- Neobidessodes flavosignatus (Zimmermann, 1922)
- Neobidessodes grossus (Zimmermann, 1922)
- Neobidessodes mjobergi (Zimmermann, 1922)
- Notomicrinae Zimmermann, 1919

## Veröffentlichungen in Auswahl
- Die Schwimmkäfer des Deutschen Entomologischen Museums in Berlin-Dahlem. In: Archiv für Naturgeschichte. Abteilung A. Band 83 (1919), S. 68–249
- Coleopterorum catalogus. Pars 71: Dytiscidae, Haliplidae, Hygrobiidae, Amphizoidae. Berlin: W. Junk 1920
- Beiträge zur Kenntnis der südamerikanischen Schwimmkäferfauna nebst 41 Neubeschreibungen. In: Archiv für Naturgeschichte. Abteilung A Band 87 (1921), Nr. 3, S. 181–206.
- Results of Dr. E. Mjöberg's Swedish Scientiflc Expeditions to Australia 1910–1913. 28. Dytiscidae. In: Arkiv för Zoologi. Band 14 (1922), Nr. 16, S. 2–5. ISSN 0004-2110 (auf Deutsch).
- Monographie der paläarktischen Dytiscidae. Troppau und Wien: 1930–1938.

## Dedikationsnamen
- Agabus zimmermanni Scholz, 1934 (Coleoptera: Dytiscidae)
- Bidessodes zimmermanni Hajek, 2012 (Coleoptera: Dytiscidae); Ersatzname für Bidessodes plicatus Zimmermann, 1921
- Copelatus zimmermanni Gschwendtner, 1934 (Coleoptera: Dytiscidae)
- Cybister zimmermanni Mouchamps, 1957 (Coleoptera: Dytiscidae)
- Gyretes zimmermanni Ochs, 1929 (Coleoptera: Gyrinidae)
- Hydroporus zimmermanni J. Müller, 1926 (Coleoptera: Dytiscidae)
- Macrogyrus zimmermanni (Ochs, 1954) (Coleoptera: Gyrinidae)
- Orectogyrus zimmermanni Ochs, 1925 (Coleoptera: Gyrinidae)